# Procese decizionale
Procesele decizionale se referă la modul în care se efectuează o alegere între mai multe variante de acțiune. Orice decizie, la orice nivel, este rezultatul modului în care participanții în procesul de luare a deciziilor înțeleg realitatea, a modului în care aceștia interpretează informațiile ce le sunt aduse la cunoștință pe diverse căi și a modului în care ei le filtrează prin prisma propriilor personalități, valori, credințe, doctrine și ideologii. Ca urmare, orice decizie este dependentă de imaginea pe care participanții la procesul de luare a deciziilor și-o fac asupra realității.

## Percepția obiectivelor și a realității
Ordonarea obiectivelor de atins prin luarea unei decizii, alegerea între mai multe cursuri de acțiune, reacțiile la anumite situații generate de realitate, modul de evaluare a consecințelor unei decizii luate pot fi parțial explicate prin modul în care factorii de decizie percep elementele componente ale situației date; cu alte cuvinte, oamenii acționează și reacționează funcție de imaginea pe care și-o fac despre situația în care se găsesc, despre chestiunea pe care trebuie să-i găsească o rezolvare.   
Prin imagine se înțelege: 
1. Percepție – configurarea mentală a dimensiunilor și caracteristicilor obiectului, faptului sau situației în cauză; ea se construiește în mod direct, în baza informațiilor pe care omul le primește prin intermediul simțurilor sale, și, ca atare, este dependentă de limitele fizice impuse de acestea
2. Evaluare –  analiza situației în termeni de bine sau rău, prietenie sau ostilitate sau valoare, cu alte cuvinte, raportarea în termenii unor judecăți de valoare la o situație dată
3. Semnificație – asocierea unui înțeles anume unei situații date, precum și a valorizării acesteia; ea reprezintă înțelesul pe care oamenii îl dau obiectelor, faptelor sau situațiilor cu care se confruntă

Ca urmare, ceea ce factorii de decizie iau în considerare nu este realitatea propriu-zisă, ci imaginea pe care o construiesc despre această realitate; această imagine se realizează prin perceperea dimensiunilor și caracteristicilor situației reale, prin evaluarea acesteia în termenii unei judecăți de valoare și prin asocierea unei semnificații, adică a unui înțeles anume fiecărei situații în parte.
Limitările ce provin din această stare de lucruri sunt:
1. Nu se cunosc toate aspectele referitoare la o situație dată – este imposibil ca omul, prin simțurile sale, prin capacitățile sale de a se informa și de a evalua, să cuprindă absolut toate aspectele unei situații date și să le dea tuturor un înțeles.
2. Realitatea este distorsionată în funcție de evaluare și de semnificație, valori, credințe sau așteptări – modul în care oamenii percep, evaluează și atașează o semnificație situațiilor în care se găsesc este dependent de un filtru personal compus din valori, atitudini, credințe, preferințe, doctrine și ideologii proprii fiecăruia, care fac ca, deși confruntați cu o aceeași situație, oamenii să o configureze, să o evalueze și să o înțeleagă fiecare diferit.

## Atitudini
Atitudinile pot fi în general descrise ca afirmații evaluative asupra unor obiecte, fapte sau situații, ce poziționează factorii de decizie față de respectivele obiecte, fapte sau situații în termeni maniheiști, de bine sau rău, prietenie sau ostilitate, încredere sau neîncredere. În orice situație, factorii de luare a deciziilor operează în interiorul unui cadru de asumpții evaluative cu privire la situația dată, la acțiunile celorlalte părți implicate în proces, sau a terțelor părți asupra cărora decizia luată ar urma să aibă impact.

## Valori
Valorile reprezintă standarde în baza cărora sunt judecate acțiunile proprii și ale celorlalți și servesc astfel ca fundament al atitudinilor. Ele sunt rezultate ale educației, socializării, îndoctrinării și a experiențelor personale, fiind un criteriu de evaluare al propriilor acțiuni sau ale altora, oponenți sau recipienți deopotrivă.Valorile direcționează acțiunile factorilor de decizie, stabilind potențialele obiective generale ale acestora (bogăție, prestigiu, putere, fericire etc.) și pot servi, de asemenea, ca justificări ale scopurilor și acțiunilor factorilor de decizie. Spre exemplu, arată K.J. Holsti, în societățile occidentale, valori precum libertatea individuală, libertățile civile, autodeterminarea națională, independența și progresul economic reprezintă rațiuni ale obiectivelor anumitor politici sau chiar obiective propriu-zise ale deciziilor politice luate. Pentru factorii de decizie și pentru recipienții înșiși, deciziile ce promovează aceste valori sunt aprioric bune; cele care nu țin cont de ele trebuiesc evitate sau chiar întâmpinate cu rezistență. Așijderea, în țările în curs de dezvoltare, valorile reprezentate de dezvoltarea economică rapidă, unitatea națională, eliberarea de sub controlul străin și prestigiul național folosesc ca principal criteriu pentru evaluarea deciziilor și acțiunilor politicienilor.

## Credințe
Credințele pot fi definite simplu ca propoziții considerate aprioric adevărate, chiar fără a putea verifica valoarea lor de adevăr. Ele constituie fundamentul miturilor naționale și al ideologiilor și sunt extrem de dificil de chestionat. Naționalismul se construiește în baza acestor credințe non-verificabile și este unul din factorii ce influențează consistent procesele de luare a deciziilor în întreaga epocă modernă și contemporană.

## Personalitatea decidenților
În ceea ce privește personalitatea factorului de decizie, există câteva elemente ce trebuie luate în considerare ca având o potențială influență majoră asupra proceselor de luare a deciziilor, dincolo de cele deja descrise mai sus. Este astfel vorba despre:
1. - Abilitățile necesare unui factor de decizie pentru ca acesta să acționeze coerent, să ia deciziile adecvate situației cu care se confruntă în mod eficient și cuprinzător
2. - Trăsăturile de caracter care predispun factorul de decizie la un anumit comportament în anumite condiții
3. - Trăsături patologice ale caracterului factorului de decizie

## Factorii interni (domestici) ce influențează procesele de luare a deciziilor
1. Caracteristici geografice și topografice
2. Atributele naționale
3. Structura guvernământului
4. Filosofia regimurilor politice
5. Opinia publică

## Factori externi (internaționali) ce influențează procesele de luare a deciziilor
1. Structura sistemului internațional
2. Politici și acțiuni ale celorlalte state
3. Probleme globale și regionale provenind din acțiuni „private”
4. Opinia publică internațională